# Sergo Kawtaradze
Sergo Kawtaradze (ros. Серге́й Ива́нович Кавтара́дзе, gruz. სერგო ქავთარაძე, ur. 15 sierpnia 1885 we wsi Zowreti w guberni kutaiskiej, zm. 17 października 1971 w Tbilisi) – gruziński rewolucjonista i polityk, dyplomata ZSRR, przewodniczący Rady Komisarzy Ludowych Gruzińskiej SRR (1922-1923).
Od 1903 członek SDPRR, 1915 ukończył studia na Wydziale Prawnym Uniwersytetu Petersburskiego, od listopada 1917 do listopada 1919 członek Kaukaskiego Krajowego Komitetu SDPRR(b)/RKP(b). Od czerwca 1918 przewodniczący Komitetu Wykonawczego Rady Władykaukaskiej, od sierpnia do grudnia 1918 członek Rady Ludowej Republiki Terskiej, 1919-1920 działacz podziemia komunistycznego w Gruzji, dwukrotnie aresztowany. Od maja 1920 do lutego 1921 radca Pełnomocnego Przedstawicielstwa Rosyjskiej FSRR, od 17 marca do 23 lipca 1921 przewodniczący Komitetu Rewolucyjnego w Batumi, zastępca przewodniczącego Komitetu Rewolucyjnego Socjalistycznej Republiki Radzieckiej Gruzji, 1921 ludowy komisarz sprawiedliwości Gruzji. Od 28 lutego 1922 do 1923 przewodniczący Rady Komisarzy Ludowych Gruzińskiej SRR, od 1923 I sekretarz, później radca Pełnomocnego Przedstawicielstwa (Ambasady) ZSRR w Turcji, 1924-1927 I zastępca prokuratora Sądu Najwyższego RFSRR, w grudniu 1927 wykluczony z WKP(b) i zesłany do guberni orenburskiej, 24 grudnia 1928 aresztowany i 5 stycznia 1929 zesłany na 3 lata do Środkowej Azji, 25 stycznia 1929 karę zamieniono na 3 lata więzienia w Tobolsku, 1931 zwolniony z więzienia. 1931-1936 pracownik redakcji literatury pięknej w Moskwie, 7 października 1936 ponownie aresztowany, 13 grudnia 1939 zwolniony, 1940-1941 pracował w wydawnictwie literatury pięknej, 1940 przywrócono mu członkostwo w partii, 1941-1943 kierownik Wydziału Środkowego Wschodu Ludowego Komisariatu Spraw Zagranicznych ZSRR, od 1943 do 15 sierpnia 1945 zastępca ludowego komisarza spraw zagranicznych ZSRR. Od 15 sierpnia 1945 do 7 lipca 1952 ambasador nadzwyczajny i pełnomocny ZSRR w Rumunii, od lipca 1952 do 1954 radca Ministerstwa Spraw Zagranicznych ZSRR, 1954 zwolniony. Odznaczony trzema Orderami Lenina i dwoma Orderami Czerwonego Sztandaru Pracy.